# Józef Isenko
Józef Leon Isenko (ur. 4 maja 1927 we Lwowie, zm. 29 kwietnia 2011 w Gdańsku) – polski lekkoatleta, średniodystansowiec.
Brązowy medalista mistrzostw Polski w sztafecie szwedzkiej (1947) – biegł na drugiej (300-metrowej) zmianie.